# Fontaines, Yonne
Fontaines är en kommun i departementet Yonne i regionen Bourgogne-Franche-Comté i norra Frankrike. Kommunen ligger i kantonen Toucy som tillhör arrondissementet Auxerre. År 2022 hade Fontaines 462 invånare.

## Befolkningsutveckling
Antalet invånare i kommunen Fontaines
| Referens: INSEE |